# 西蒙与伊菲革涅亚
西蒙与伊菲革涅亚（Cymon and Iphigenia）是弗雷德里克·雷顿的一幅油画，1884年在伦敦皇家艺术研究院首次展出 	。现藏于澳大利亚悉尼的新南威爾士美術館，系1976年在佳士得拍卖行购入。
这幅油画未注明日期，尺寸为163乘328（64乘129英寸）. 。这幅画的题材取自乔万尼·薄伽丘的《十日談》，描绘第五日第一个故事的场景；伊菲革涅亚正在树林里睡觉，年轻的贵族西蒙站在那里凝视她的美貌，这让他充满了灵感。 在见到她之后，西蒙从一个举止粗鲁的笨蛋变成了一个完美的博学家。 纳胡姆觉得这“强调了美的转化能力”。虽然薄伽丘将故事设定在春天，但是雷顿更喜欢秋天的氛围。 这位艺术家非常精确地描述了他想要反映的情绪，将一天中的特定时间设定为“24小时中最神秘的美丽”。 他希望捕捉到在入睡前睡意渐浓，尤其是在漫长炎热的夜晚，夜幕开始降临时的感觉。 这幅画的时间设定是，“月亮的最边缘”出现在海面上的地平线上，空气笼罩在已经西沉的太阳的余晖之中。